# آنتیمونید آلومینیوم
آنتیمونید آلومینیوم (به انگلیسی: Aluminium antimonide) با فرمول شیمیایی AlSb یک ترکیب شیمیایی با شناسه پاب‌کم ۹۱۳۰۷ است. که جرم مولی آن 148.742 g/mol می‌باشد. شکل ظاهری این ترکیب، بلورهای سیاه است.